# ألبرت فينر كيرشفال
ألبرت فينر كيرشفال هو شاعر وسياسي أمريكي، ولد في 16 مارس 1829، وتوفي في 24 يناير 1893.